# 妙法寺 (横浜市戸塚区)
妙法寺（みょうほうじ）は、神奈川県横浜市戸塚区名瀬町にある日蓮宗の寺院。山号は経王山。旧本山は玉澤妙法華寺。脱師法縁。日蓮宗宗門史跡に指定されている。

## 歴史
日蓮六老僧の1人である日昭が開山、越後国（新潟県）の武将・風間信昭が開基となり、鎌倉時代末期の徳治元年（1306年）に創建されたと伝わる。
その後風間信昭は、日昭の遺命により自己の本拠地である越後国三島郡村田（現在の新潟県長岡市村田）にも妙法寺を移し、元亨3年（1323年）に法王山妙法寺として開基したと伝わる。

## 文化財
- 横浜市指定文化財
  - 日蓮上人像

## 参考資料
- 日蓮宗寺院大鑑編集委員会 編『宗祖第七百遠忌記念出版 日蓮宗寺院大鑑』大本山池上本門寺、1981年1月。全国書誌番号:81019213。
- 「山之内庄名瀬村妙法寺」『大日本地誌大系』 第40巻新編相模国風土記稿5巻之101村里部鎌倉郡巻之33、雄山閣、1932年8月。NDLJP:1179240/64。